# Ацетилацетонат самария
Ацетилацетона́т сама́рия — хелатное соединение металла самария и ацетилацетона
с формулой Sm(C5H7O2)3,
кристаллы,
не растворяется в воде,
образует кристаллогидрат.

## Физические свойства
Ацетилацетонат самария образует кристаллы,
не растворимые в воде.
Образует кристаллогидрат состава Sm(C5H7O2)3·2H2O.